# Basiprionota scheerpeltzi
Basiprionota scheerpeltzi es una especie de insecto coleóptero de la familia Chrysomelidae.

## Distribución geográfica
Habita en Sumba (Indonesia).